# Peter Dobeš
Peter Dobeš (ur. 7 kwietnia 1957) – polityk słowacki, poseł do Rady Narodowej z ramienia partii Zwyczajni Ludzie i Niezależne Osobistości wybrany w wyborach parlamentarnych w 2020 roku. Przez cztery kadencje pełnił urząd burmistrza miasta Rajecké Teplice.